# Fotografia mody

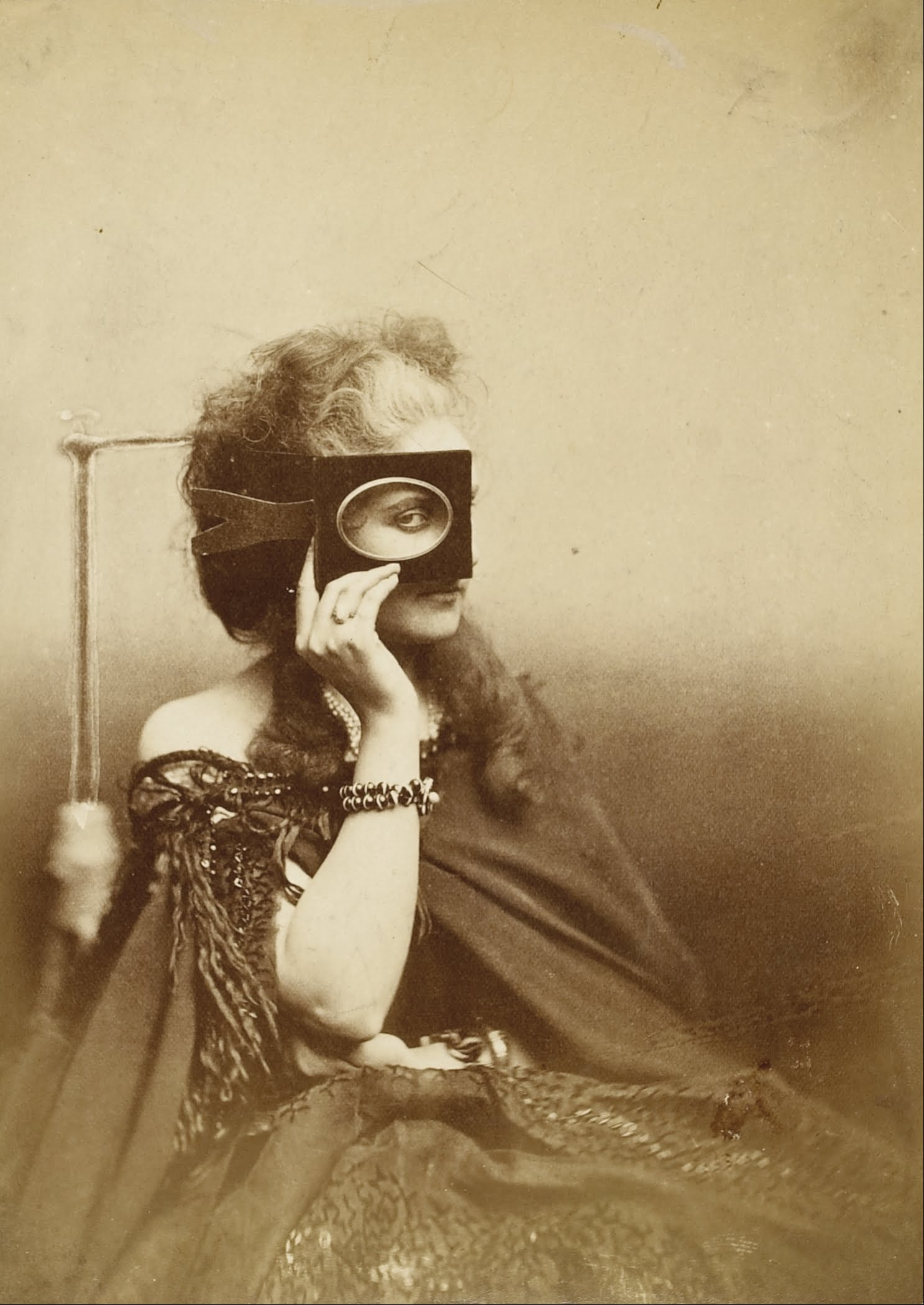
Księżna w fotografii Pierre-Louise Pierson, ok. 1863/66

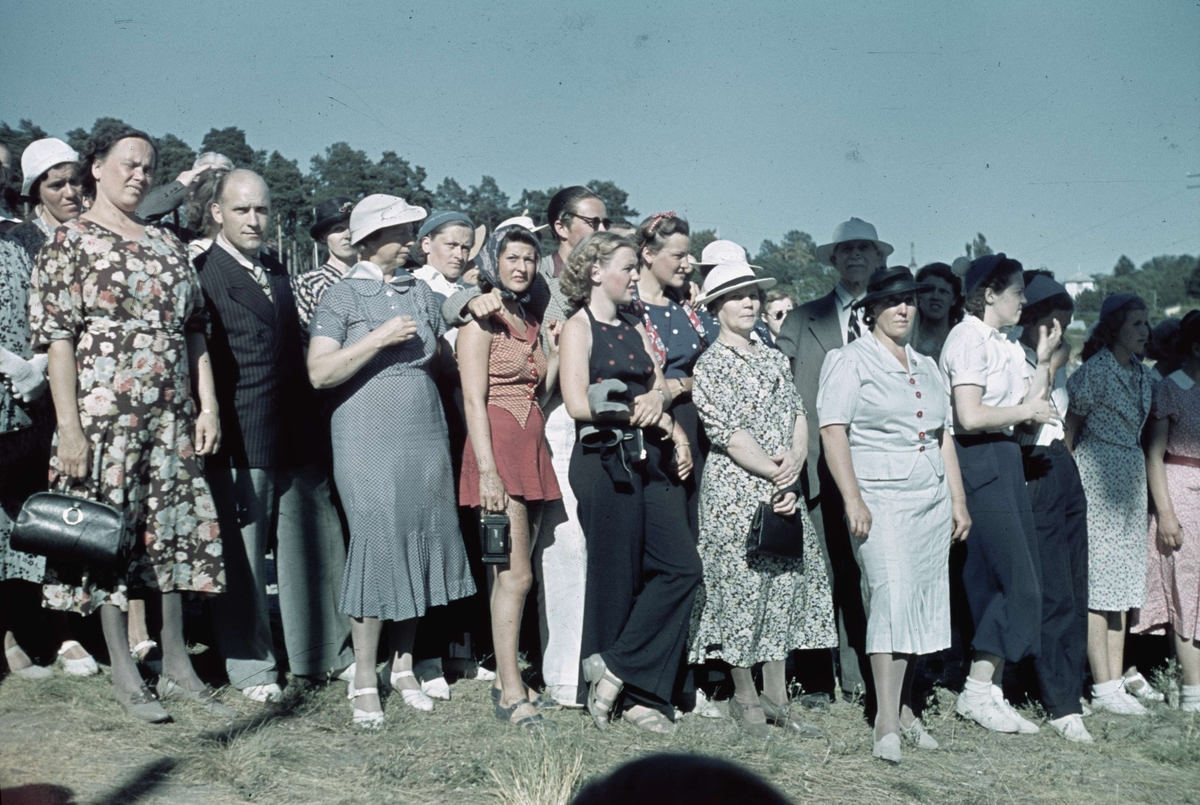
Szwedki i Szwedzi w 1938

Fotografia mody – rodzaj fotografii poświęconej pokazywaniu odzieży oraz innych aspektów mody. Fotografia mody jest głównie napędzana przez reklamę i magazyny mody, takie jak Vogue, Vanity czy Allure. 

## Historia
Fotografia została wynaleziona w latach 30. XIX wieku, ale najwcześniejsze technika zwana dagerotypem nie pozwalała na masowe kopiowanie. W 1856 roku Adolphe Braun opublikował album zawierający 288 fotografii Virginii Oldoini, księżnej Castiglione, toskańskiej szlachcianki na dworze Napoleona III Bonaparte. Fotografie przedstawiają ją w jej oficjalnym stroju dworskim, czyniąc z niej pierwszą modelkę.
W pierwszej dekadzie XX wieku zalety druku rastrowego pozwoliły zaistnieć fotografiom w magazynach. Fotografia mody zaistniała po raz pierwszy w takich magazynach jak: La mode practique i Les mode.